# Sigolsheim
Sigolsheim är en kommun i departementet Haut-Rhin i regionen Grand Est (tidigare regionen Alsace) i nordöstra Frankrike. Kommunen ligger i kantonen Kaysersberg som tillhör arrondissementet Ribeauvillé. År 2018 hade Sigolsheim 1 260 invånare.

## Befolkningsutveckling
Antalet invånare i kommunen Sigolsheim
| Referens: INSEE |